# Manuel Felguérez
Manuel Felguérez (12. prosinec 1928, Valparaíso – 8. června 2020) byl mexický sochař a malíř.

## Životopis
Narodil se na farmě v obci San Agustin del Vergel (Valparaíso). Studoval na Akademii výtvarných umění La Esmeralda, na Academia de San Carlos a později získal stipendium od francouzské vlády v Paříži na Colarossiho akademii.
Patřil k první generaci mexických abstraktních umělců a vytvořil doma i v zahraničí mnoho obrazů, soch a reliéfů. Jsou pro něj charakteristické jejich geometrické tvary. Byl členem Academia de Artes a po svém návratu ze Spojených států působil od roku 1990 v UNAM.

## Ocenění
- 1975: čestná cena na XIII. bienále São Paulo
- 1988: Národní kulturní cena (Mexiko)
- 1993: "Creador Emerita" Sistema Nacional de Creadores de Arte